# Brève azurine
Hydrornis guajanus
Espèce
Statut de conservation UICN

 LC  : Préoccupation mineure
Statut CITES
La Brève azurine (Hydrornis guajanus) est une espèce de passereaux appartenant à la famille des Pittidae.
Elle marche sur le sol forestier, retourne les feuilles mortes et creuse la terre avec ses pattes pour y trouver des vers de terre, des escargots et des insectes : fourmis, termites, chenilles, coléoptères... Elle se nourrit aussi de quelques baies.

## Description
La Brève azurine a un plumage noir au niveau de sa tête, avec des sourcils jaunes, une queue bleue, et un dos marron.

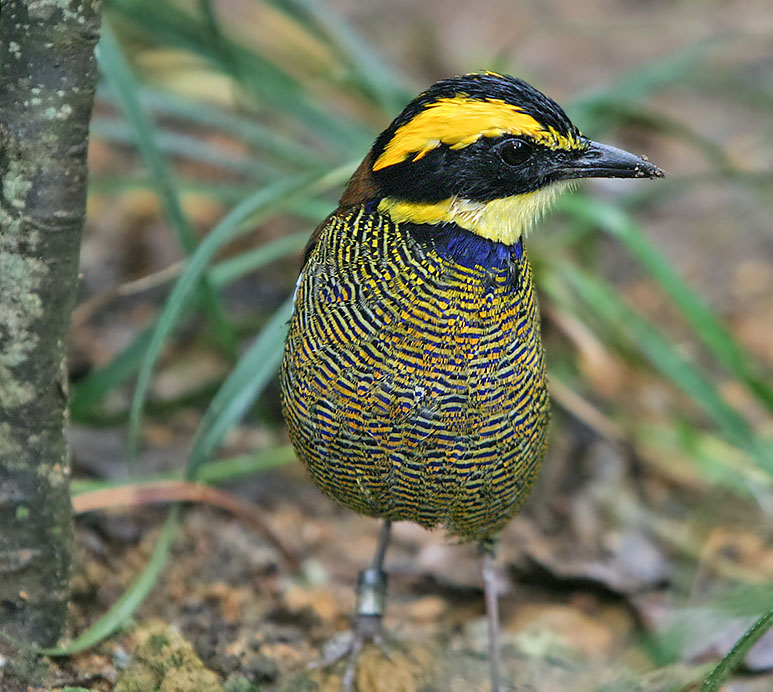
un jeune mâle

## Répartition
Cet oiseau coloré vit sur les îles de Java et de Bali,,. On le trouve dans les forêts tropicales.